# Перелик (хижа)
Вижте пояснителната страница за други значения на Перелик.
Хижа „Перелик“ се намира в местността Соватя на 1960 m н.в. Построена е през 1936-1938 г. от туристи от Широка лъка.
През 1959 г. е преустроена и ремонтирана. Хижата представлява масивна, каменна, двуетажна постройка. Разполага с 25 места, а през лятото работят и две едноетажни дървени бунгала, разположени до хижата с по 5 легла всяко. Общият капацитет на хижата е 35 места през лятото и 25 места през зимата. Хижата е водоснабдена и електрифицирана, разполага с туристическа кухня и столова. През зимата се отоплява с печки. Работи целогодишно, през зимата е необходима предварителна заявка. Хижата се стопанисва от Туристическо дружество „Перелик“, Широка лъка.
Маршрута хижа „Смолянски езера“ – хижа „Перелик“ е част от Европейския туристически път Е8. До хижата може да се стига и с автомобил. На местността „Превала“ се отклонява 6 километров асфалтов път от шосето Смолян (Пампорово) – Стойките – Широка лъка – Девин. В по-голямата част от пътя до хижата е асфалтиран, след това продължава по трошено-каменна настилка до разположеното на връх Голям Перелик поделение 36920 – Първи отделен отряд за радиотехническо разузнаване. Територията около хижата и по пътя за върха е под постоянно видеонаблюдение.

## Съседни обекти
| Изходни точки                  | Изходни точки |
| ------------------------------ | ------------- |
| Солища                         | 1,30 ч.       |
| Смолян                         | 3,00 ч.       |
| Широка лъка                    | 3,30 ч.       |
| Хижи                           |               |
| Студенец                       | 4,00 ч.       |
| Ледницата                      | 4,30 ч.       |
| туристическа спалня Солища     | 2,30 ч.       |
| Чаирски езера                  | 7,00 ч.       |
| Върхове                        |               |
| Голям Перелик                  | 1,00 ч.       |
| Турлата                        | 2,00 ч.       |
| Снежанка                       | 5,00 ч.       |
| Други                          |               |
| параклис Св. св. Кирик и Юлита | 0,35 ч.       |